# Verderio Inferiore
Verderio Inferiore (Verdé de Sot in dialetto brianzolo) è il quartiere meridionale del comune di Verderio della provincia di Lecco, in Lombardia.
Ad eccezione del periodo napoleonico e di quello post-risorgimentale, fu un comune a sé stante fino al 4 febbraio 2014; confinava con i comuni di Aicurzio (MB), Bernareggio (MB), Cornate d'Adda (MB), Robbiate, Ronco Briantino (MB), Sulbiate (MB) e Verderio Superiore.

## Storia

Vecchio stemma comunale

### Simboli
Lo stemma e il gonfalone di Verderio Inferiore erano stati concessi con decreto del presidente della Repubblica del 28 giugno 2008.
Il gonfalone era un drappo di bianco con la bordatura di azzurro.

## Monumenti e luoghi d'interesse

### Architetture religiose
- Chiesa dei Santi Nazario e Celso[3], costruita nel 1906 al posto di una precedente chiesa, elevata al rango di parrocchiale nel 1779[4].

### Architetture civili
- Cascina Bergamina (XIX secolo)[4][5]
- Villa Comunale[6]

## Società

### Evoluzione demografica
- 419 nel 1751
- 422 nel 1771
- 542 nel 1805
- annessione a Verderio nel 1809[7]
- 716 nel 1853
- 977 nel 1871
- annessione a Verderio nel 1872[8]
- 1370 nel 1911

Abitanti censiti

### Etnie e minoranze straniere

Territorio dell'ex comune di Verderio Inferiore nella provincia di Lecco

Gli stranieri residenti nell'ex comune sono 205, ovvero il 6,9% della popolazione. Di seguito sono riportati i gruppi più consistenti:
1. Romania, 51
2. Marocco, 34
3. Albania, 31
4. Egitto, 29
5. Ecuador, 28

## Amministrazione
| Periodo        | Periodo         | Primo cittadino      | Partito                                 | Carica  | Note   |
| -------------- | --------------- | -------------------- | --------------------------------------- | ------- | ------ |
| 24 aprile 1995 | 12 giugno 2004  | Alessandro Origo     | Lista civica di centro-sinistra         | Sindaco | [ 11 ] |
| 13 giugno 2004 | 7 giugno 2009   | Marina Alda Pezzolla | Lista civica                            | Sindaco | [ 11 ] |
| 8 giugno 2009  | 3 febbraio 2014 | Alessandro Origo     | Lista civica - Impegno e Partecipazione | Sindaco | [ 11 ] |

## Economia
Verderio Inferiore fa parte dell'altopiano asciutto milanese, caratterizzato dalla scarsità di acque superficiali. Fa eccezione il comparto irriguo della cascina Bergamina, una singolare isola produttiva che ha preso vita dalla derivazione delle acque dal lago di Sartirana ottenuta con la Roggia Annoni, attivata dagli omonimi proprietari.
Per il resto l'agricoltura "asciutta" era prevalentemente fondata sulla rotazione cerealicola granoturco-frumento, integrata dalla gelsibachicoltura: questa coltura conobbe un forte sviluppo tra il 1700 e il 1800, anche a seguito delle riforme teresiane, per stabilizzarsi su un'elevata produttività per un lungo periodo. Nel Catasto Cessato del 1858 si censivano a Verderio Inferiore ben 8724 gelsi; il paesaggio rimase fittamente punteggiato di gelsi fino ai primi anni cinquanta del Novecento, quando si ebbe un drastico crollo di tale coltivazione. In questa fase si vendono i grandi possedimenti terrieri alle famiglie che fino ad allora li avevano coltivati in un rapporto di piccola affittanza con contratti misti vessatori (mezzadria per i bozzoli e affitto in denaro per il fondo e la casa, più una serie di "appendizi" di sopravvivenza feudale). Si sancisce così in modo palese e definitivo la marginalità dell'apporto dell'agricoltura al reddito delle famiglie, mentre prende il via una nuova formazione insediativa incentrata sul tipo a villetta, cui si aggiungono in seguito alcune palazzine condominiali e, a partire dagli anni settanta, una zona industriale.
Fino a quell'epoca, l'insediamento aveva comunque mantenuto un aspetto prevalentemente agricolo, nonostante già da tempo molti abitanti lavorassero nell'industria e nell'edilizia: di tale origine restano le grandi corti plurifamiliari del nucleo storico e alcune cascine (Brugarola, Bergamina, Canova, Fornacetta, Bice). Le corti sono tuttora denominate secondo il dialetto locale: Curt di Scarsétt, di Ciòni, di Tulétt, di Uperarj, di Fàt, di Magnòn, di Masirö, Curt Növa, Palàss (già Villa Annoni), de la Palassina, di Stalétt, di Scupèj e, distaccata, la Curt di Feré. Allo stesso modo, esistono ancora alcune delle ville appartenute ai proprietari terrieri nobiliari e borghesi: la Ville Annoni, la Villa Gallavresi, la Villa De Angelis e la residenza Gnecchi-Rusconi alla Bergamina.